# ベターマン
『ベターマン』 (BETTERMAN) は、1999年にテレビ東京系列で放送されたSFアニメ。全26話。

## 概要
本作は『勇者王ガオガイガー』を制作したスタッフ、および監督の作品である。テーマは「恐怖」。世界設定は同じだが、ロボットSFよりもバイオテクノロジーSFを主体とするなどメイン世界を構成する要素や、雰囲気作りなどは正反対というコンセプトで制作された。放送時間帯が深夜のアニメということもあり、ホラーやオカルト色が強い。
監督が「なんとなく賢くなった気分になれる」と語るように、設定を織り込んだ科学解説が多用されている。『ふしぎなメルモ』の影響を受けて構想した作品とのこと。
漫画版では、ラストシーンこそアニメ版と同じ場所が舞台だが、蛍太が一連の騒動で得た教訓を述べる大団円的な演出が追加されている。

## あらすじ
2006年、世界は集団自殺・殺戮行為を引き起こす「アルジャーノン」と呼ばれる原因不明の奇病に冒されつつあった。
そんな中、ジオフロント型地下遊園地「ボトム・ザ・ワールド」で、開園セレモニーの準備中、謎の大量死亡事故が発生。警察と共に調査に訪れたアルジャーノン調査研究機関「モーディワープ」の都古麻御は、この事故をアルジャーノンが原因であると断定する。同じ頃、蒼斧蛍汰は閉鎖されているはずの「ボトム・ザ・ワールド」に偶然入り込んでしまう。彷徨ううちに巨大な人型メカ（ニューロノイド）「覚醒人1号」と遭遇。その操縦席には、幼い頃に別れた幼馴染の彩火乃紀がヘッドダイバーとして搭乗していた。
パートナーのヘッドダイバーであるカクタスが突然行方をくらまし、立ち往生していた覚醒人1号。そこへ暴走したアトラクション用ロボット達が襲い掛かる。なりゆきで覚醒人1号の操縦席に乗り込んだ蛍汰は、火乃紀と共に覚醒人1号でロボット達を退ける。蛍汰は「ボトム・ザ・ワールド」から脱出するため、火乃紀に協力し、行方をくらましたカクタスの捜索を行うことになった。

## 登場人物
蒼斧蛍汰（あおの けいた）
声 - 山口勝平
ごく普通の男子高校生。カモメ第二高校2年生。17歳、山羊座のB型。アニメ、ゲーム等が好きなオタク少年で、特にミリタリーに造詣が深い。キックボード「ラン号」を使って通学している。下校中に偶然ボトム・ザ・ワールドに侵入してしまい、そこで幼馴染の火乃紀がアカマツ工業で働いている事を知る。更に覚醒人1号にセリブヘッド側ヘッドダイバーとして乗り込む羽目になり、アルジャーノンにまつわる事件に巻き込まれていく。かなりのスケベであり、本命の火乃紀はもちろん麻御や楓、紗孔羅によからぬ妄想を抱くことが多い。火乃紀に対する想いは強いものの持ち前の下心が災いして、関係はなかなか進展しない。窮地の中、絶望し協力を欠く火乃紀に対して独善的な暴言を吐いたり、物音に驚き彼女を置いて1人で逃げてしまうなど、心の弱さを感じさせる面もあったが、デュアルカインドとして数々の実戦を経て成長を遂げていく。同乗したデュアルカインドの特性を学習・吸収する成長型ヘッドダイバーとしての特性を持つ。また生まれて間もない頃に、事故に遭い硬膜を負傷してしまい、その際にドナー登録されていたロリエ・ノワールの硬膜により一命を取り留めた過去を持ち、蛍汰が覚醒人1号に触れたのは、蛍汰の硬膜に宿るロリエの精神が自らのニューロンネットワークを再生するためにリンカージェルを利用した。それ以降、彼女の精神が光る人型の影として蛍汰の精神に語りかけていた。最終回でロリエの精神は蛍汰の精神と完全に同化した。『ガオガイガーFINAL』ドラマCD『帰ってきたマモル』にも登場する。
小説『覇界王〜ガオガイガー対ベターマン〜』では、2010年頃はGGGマリンレフュージ基地でバイト、2016年頃は家電量販店で営業職をしており、火乃紀とは交際を続けているがGGGとは距離を置いている。しかし、ゼロロボの侵攻で新居を破壊された事を機に、チャンディーから託された覚醒人V2に乗り込み再び戦線に立つ。
彩火乃紀（さい ひのき）
声 - 氷上恭子
蛍汰の幼馴染。5歳のときに鎌倉へ引越したが、カモメ第二高校へ転入してきて蛍汰と再会した。17歳。蠍座のO型。前髪が特徴的な色になっている。インド・アジャンター石窟で行方不明になった両親と兄を探すため麻御に協力。アカマツ工業と共にアルジャーノンの調査を行うこととなり、覚醒人1号のウームヘッド側ヘッドダイバーを務める。蛍汰に好意を抱いているも不器用な性格から冷たい態度を取りがち。嫉妬深い面があり他の女性との仲に対しては敏感。学者である父母やその助手も務めた兄に対しての憧れともコンプレックスともいえない感情や、家族を一度に失った失意から「私…馬鹿だから」と自身を軽んじるような言動が垣間見える。ソムニウムから「ウィウェレ生りし希望」と呼ばれ、彼らにとって重要な存在であるらしい。『ガオガイガーFINAL』ドラマCDにも登場する。
『覇界王〜ガオガイガー対ベターマン〜』では、2010年頃はGGGマリンレフュージ基地でバイト、2016年頃には生体医工学者となり、オービットベースのGGG研究部に所属している。
紗孔羅（さくら）
声 - 岩男潤子
アカマツ工業と行動を共にする謎の美少女。場に存在する意志を読み取る能力「リミピッドチャンネル」を有するも、その負荷は大きく、絶えず流れ込んでくる情報干渉から精神を安定させるため、一日数時間はマニージマシンによる処置を必要としている。極度のADHD体質でもあるため生まれた頃から病院暮らしで友達がなく、普通に接してくれる蛍汰に好意を持っている。「リミピッドチャンネル」で近い未来に起きる出来事を察知すると、「来るよ……」など断定めいた予言を呟く。デュアルカインドでもあるため覚醒人1号のウームヘッド側ヘッドダイバーを務める事もあるが、虚弱体質故に長時間の戦闘には耐えられない。最終夜で実は阿嘉松の娘だったことが明かされ、全ての事件が終わったあと昏睡状態に陥り深い眠りにつく。ルネ・カーディフ・獅子王の姪で、獅子王凱とは遠い親戚にあたり、小説版『ガオガイガーFINAL』でその名前が触れられている。2016年頃はGGGオービットベース内でいつ目覚めるとも知れない深い眠りについていたが、実は意識は肉体から離れて独自に行動しており、ソムニウム・羅漢の下に滞在していた。
阿嘉松滋（あかまつ しげる）
声 - 茶風林
有限会社アカマツ工業社長。自分の趣味としか考えられないマニアックな発明ばかりを商品化している。獅子王雷牙の息子の1人。個人的な考えにより母親の姓を使っており獅子王姓は名乗っていないものの女性関係を除けば比較的父親に近い精神構造のため疎遠ではあっても特別仲が悪いというわけではない。過去、会社の経営に家庭を顧みず離婚。これはパテントと引き換えにどこかの大企業をスポンサーに付けるか、株式上場すれば解決したらしいが、自身の望む仕事にこだわり「有限会社」であることを貫いたため。娘の紗孔羅に必要なマニージマシン使用と引き換えにモーディワープに技術協力している。『ガオガイガーFINAL』に登場するルネ・カーディフ・獅子王の異母兄妹で、獅子王凱の従兄弟にあたる。小説版にも登場し、GGGの資材調達に協力していた。
『覇界王〜ガオガイガー対ベターマン〜』では、2010年頃はGGGマリンレフュージ基地所長でガオガイゴーの開発を行っており、2012年にGGG（ガッツィー・グローバル・ガード）の長官に就任し、地球規模の救助活動に当たっている。
都古麻御（みやこ あさみ）
声 - 桑島法子
モーディワープ監察部からアカマツ工業に出向している生体医工学者。数々の事件において真実を求める物語の語り部的存在。かつてダイブインスペクションと呼ばれる実験に技術面のサポートとして参加していた。モーディワープ本部での最終決戦時に再会したオフィサーから自らが追い求めてきたアルジャーノンの正体や一連の真実を告げられる。その後チャンディーによりオフィサー共々殺害された。『外伝 獅子の女王』に登場するパピヨン・ノワールの大学時代の先輩。
八七木翔（やなぎ しょう）
声 - 三木眞一郎
他者や自分に対して強力な暗示をかけ、肉体・精神的負荷を制御する能力、擬示（ぎし）能力の持ち主。デュアルカインドでもありティランのセリブヘッド側ヘッドダイバーを務める。明朗快活な性格で全てにおいて優秀な好青年だが、過去にニューロノイドのテスト中に弟・ケイを亡くしたことがトラウマとなっており、精神的に脆弱な部分が垣間見える。自身の能力に対しても「擬示能力によって優秀に見せかけてきた」と認識しているなど非常に自虐的。単独でBPLに侵入した際や魔門を追跡し無人団地に辿り着いた際に、人類として唯一ラミアと対峙する。モーディワープ本部での最終決戦時にアルジャーノンを発症した楓の手によって共に絶命した。コミック版では、蛍汰を助ける代わりに楓とお腹の子もろともブラフマンの攻撃を受けて死亡する。
本編の前日談に当たる『獅子の女王・その後』では、ルネと一時期行動を共にしていた。パピヨンの友人でもある。
紅楓（くれない かえで）
声 - 皆口裕子
天然ボケ気味でおっとりした性格の美女。超能力者にしてデュアルカインドという希少な資質を持ちティランのウームヘッド側ヘッドダイバーを務める。主にダウジング能力による空間把握や探索を行う。両親に虐待（ネグレクト）を受け、「先生」と呼ばれる人物の下で育てられた過去を持つ。超人同盟にまつわる事件が解決したのち八七木との間に子を身篭り、そのことをアカマツ工業のクリスマスパーティー席上で発表。その場で結婚式を挙げた。しかしモーディワープ本部での最終決戦時、アルジャーノンを発症。デュアルカインドであったお腹の子を介して単独でティランを操り、シナプス弾撃による自爆で八七木と共に絶命した。その後、お腹の子だけはチャンディーに救出されている。
コミック版ではブラフマンの奇襲を八七木に伝え蛍汰を助けたが、最終的にはブラフマンの攻撃を受け死亡する。
山じい（やまじい）
声 - 子安武人
本名不明。有限会社アカマツ工業社員。技術者。実はりっちゃんよりも若い。よくイカの燻製を食べている。
『覇界王〜ガオガイガー対ベターマン〜』では、2016年頃はGGG諜報部主席だが、腰痛持ちでよく医務室に逃げ込んでいる。
りっちゃん
声 - 川上とも子
本名は府中律子（ふちゅう りつこ）。35歳独身の巨乳、福島県出身。有限会社アカマツ工業社員。特殊車両から船舶まで様々な車両の運転を担当。ニコチンロッドを愛用。蛍汰や山じいからは「姉御」と呼ばれる。
へーちん
声 - 桑島法子
本名は平地一穂。26歳。有限会社アカマツ工業社員。同社の優秀な技術者として活躍していたが、実はアルジャーノンを発症しており、陰でボトム・ザ・ワールドの職員たちと共に様々な手段でアカマツ工業を妨害していた。最終的にラミアによって気絶させられたうえで拘束され、回復の見込めない重症患者として入院させられた。入院後は言動が更に狂気を帯びたものになっていき、「26」にこだわる固執症状を見せる。最後は梅崎によってアニムスの花の苗床（26番目の苗床だったらしく、彼の入ったカプセルには26と書かれていた）にされて死亡した。
カクタス・プリックル
声 - 高橋広樹
覚醒人1号のヘッドダイバー。ボトム・ザ・ワールドの調査に赴いた際、アルジャーノンを発症、覚醒人から降機し彷徨っていた所を蛍汰の目の前で暴走していたアトラクション用ロボットに殺害される。片言の日本語を話す外国人。ダイブインスペクションにデュアルカインドの1人として参加していた。ナンパ好きだったらしく、八七木は彼を称して「歩くセクハラ」と言ったことがある。ほぼ全編通して顔は黒塗りで分からないが最終夜にてオフィサーの回想で一瞬だけ顔が映る。
チャンディー
声 - 桑島法子
アジャンター石窟で蛍汰が出会った謎の少女で、リミピッドチャンネルを有する。蛍汰からチャンディーと呼ばれた事からそれを名前とし、以後危機の際に彼を助けるようになる。巨大なトカゲ状のプレトと呼ばれる甲殻形成バクテリアを外鎧として纏うことで戦闘形態（ブッタ）になる（装着するときは「ラクシャーサ」と叫ぶ）。その正体は梅崎によって作られた次世代強化人間のクローンの1人。本来は梅崎が管理する装置なしでは生きられない身体だったが、プレトが生体機能を補完することで生命維持できるようになる。梅崎からはD18号と呼ばれていた。リミピッドチャンネルに導かれるように梅崎、オフィサー、麻御を殺害。その後、海の底で漂っていた八七木と楓の子と共に何処かに去る。
梅崎（うめざき）
声 - 市川治
北海道釧路湿原にあるBPL（生工食糧研究所）所長。バイオ研究の第一人者。世界十大頭脳の1人。ダイブインスペクションに技術面のサポートとして参加していた。アジャンター石窟で火乃紀の父、彩幹生（さい みきお）捜索の際にアニムスの花を発見。その実を使って人類70億人の食糧難を救おうとするも、すでにアルジャーノンを発症しており、アニムスの実を得ることに固執し、多くの人間を拉致、その苗床としていた。最後は裏切ったチャンディーに殺害される。直後、その身からフォルテの実を実らせた。
魔門麦人（まもん むぎと）
声 - 麦人
株式会社超人同盟の代表取締役。様々な超能力者を有し、大企業や政府高官を相手に未来予知とも思える情報提供を行い総合情報企業として急成長を遂げる。独特の抑揚で話す癖がある。ダイブインスペクションにダウジング能力者として参加していたほか、幼少期の楓を育成していた「先生」の正体でもある。自身が抱える5人のダウジング能力者と楓を使い、自らブラフマンと呼ばれる超人へと進化する。すでにアルジャーノンを発症しており、完全な存在（＝ベストマン）になることに固執し、火乃紀を使ってラミアを呼び寄せ、その肉体と自らの肉体を使いダイブインスペクションを完成させようとした。モーディワープ本部での最終決戦時にラミアに倒され、フォルテの実となる。
麦人という名は声優を務める麦人氏にあやかったもの。
オフィサー
声 - 坂東尚樹
モーディワープ代表。かつてはダイブインスペクションの総責任者であった。本名、年齢、国籍など全て不明。最初のダイブインスペクションの実験後、モーディワープ地下施設において自らも幾度となくダイブインスペクション被験者となるも、リミピッドチャンネルを得るに留まった。リミピッドチャンネルを使った探求で人類最初のアルジャーノンの真実を知る者となった。
尊者ヤクスギ（そんじゃ ヤクスギ）
声 - 屋良有作
謎の修験者。齢120歳前後。密教による法力と呼ばれる術を会得しており、ある意味ベターマンとも呼べる超人。世界中を周り邪戒思念と呼ばれる精神的マイナスエネルギーの駆逐に努めていた。老いや死の恐怖を少なからず抱いており、ダイブインスペクションの最初の被験者となるも、失敗。記憶を失い長い間、行方不明であった。「チャクラの導き」として蛍汰達を幾度となく助ける。最終夜直前で記憶を取り戻すも「カンケル」の意思に呑まれる。
彩幹生（さい みきお）
声 - 岡和男
火乃紀の父。考古学の博士。回想にのみ登場。ダイブインスペクションの実験にも参加した。その後のアジャンター石窟の調査中に行方不明となる。その際に死亡しフォルテの実の苗床となった。
彩真理緒（さい まりお）
声 - 田中伸幸
火乃紀の兄。回想にのみ登場。火乃紀が父親の帆船模型を壊してしまった時に一緒に直してくれたり妹思いの優しい人物であった。両親と共にアジャンター石窟の調査に赴きアルジャーノンを発症し死亡、その際にウィウェレの実の苗床となり、カンケルと戦い瀕死となったラミアに新たな命を与えることとなる。「馬鹿だなぁ」が口癖のようで、これに応えるように火乃紀の口癖は「私、馬鹿だから」となった。
牛山次男（うしやま つぐお）
声 - 石川ひろあき
ガオガイガーシリーズに登場する牛山一男の弟でミリタリーオタク。あだ名はやはり「ウッシー」。蛍汰の悪友。学園祭の時に、兄のつてで入手したミラーコーティング処理された鏡を用意する。
『覇界王〜ガオガイガー対ベターマン〜』では、2014年にあやめと結婚している。2016年頃はGGG整備部オペレーター主席。
ハセチン
声 - 伊藤舞子
本名は長谷川真子（はせがわ まこ）。蛍汰と火乃紀の同級生。同性から好かれるタイプ。
ヤァーント
声 - 天神有海
本名は山本容子（やまもと ようこ）。蛍汰と火乃紀の同級生。仕切り屋。
ヒナ
声 - 桑島法子
本名は雛形 愛。蛍汰と火乃紀の同級生。CDドラマ『CD夜話 妄-janen-』に登場。怖がり。のちに死亡する。
初野あやめ（はつの あやめ）
声 - ならはしみき
初野華の従姉妹。中学からのウッシーの後輩。CDドラマ『CD夜話 妄-janen-』に登場。
『覇界王〜ガオガイガー対ベターマン〜』では、GGGに入隊後、2014年に牛山次男と結婚し「牛山あやめ」となる。GGG機動部隊オペレーター主席を休職し2016年に長男、牛山一（はじめ）を出産。
さっちゃん
CDドラマ『CD夜話 妄-janen-』に登場したりっちゃんの従姉。りっちゃんより2歳年上。どう見てもりっちゃんより若いが、その謎は物語の中で明らかになる。
あなた
CDドラマ『CD夜話 妄-janen-』の主人公。蛍汰のクラスメイトである男子生徒で、CDドラマの聞き手自身でもある。
パピヨン・ノワール
声 - 川澄綾子
リンカージェル研究の第一人者の地質学者、ロリエ・ノワールの娘で、麻御の大学の後輩。GGG発足前は有人木星探査船ジュピロスVの乗員として、探査船の候補生のカクタス・プリックル、獅子王絆と出会う。科学者としてキノコの研究をする内にアマゾン奥地で「欲の袋」と接触し、「センシング・マインド」を身に付けた。
CDドラマ『CD夜話2 欲-nozomi-』の主人公。本編とFINALをつなぐキーパーソン。

## ソムニウム
人類がベターマンと呼ぶ、紀元前以来から人類の歴史に度々存在が確認されてきた霊長類とされる種族。都古麻御曰く「数千年前にダイブインスペクションを成功させた種族」。基本的にリミピッドチャンネルを通じて意思疎通を図る。地球生命で唯一D型のアミノ酸を利用して生きており、人類にとっての光学異性体となる存在。アニムスの花からでしか生命維持に必要なアミノ酸を摂取できない。地球生命にとっての免疫機能の役割を担っている。地球生命滅亡の危機であるカンケルの出現、それに呼応して発生するアルジャーノン、そしてアルジャーノン発症者を苗床にして生み出される、アニムスの花に呼び出されるように出現した。『覇界王〜ガオガイガー対ベターマン〜』の最終回で地球で誕生したのではなく、ギャレオリア彗星を通って別の次元からやってきた生命体であることが明かされた。
ラミア
声 - 子安武人
火乃紀を陰から常に見守る謎の存在。青年に見えるが実年齢100歳を超える。ソムニウム一族の次代の長。ネブラ、アクア、フォルテ、オルトスへの変身耐性を持つ。容姿が火乃紀の兄、真理緒と酷似しているが、これはカンケルとの戦いで瀕死の状態にあった体を再生させるため、彼から生じたウィウェレの実を食べたためで、その記憶はラミアの中に息づいている。『勇者王ガオガイガーFINAL GRAND GLORIOUS GATHERING』にも登場している。『覇界王〜ガオガイガー対ベターマン〜』では2016年頃、宇宙存亡の危機を察知し世界各地に散らばる一族ともに動き出す。同作の最終回ではカンケル戦での消耗が癒え切っていないことが明かされ、その状態で覇界王を巡る一連の戦いに臨んだ結果限界を迎え死亡した。
セーメ
声 - 川上とも子
主に鳥のような姿をしているが形は不定で、蛇や子鹿のような姿にもなる。「欲（のぞみ）の袋」によって一度滅んだが、パピヨンがお守りとして所持していたスヴェイエト（ルーメ）の実により復活するが、命と引き換えに本来の女性の姿を失う。アニムスの実を食すことで一時的に失った本来の姿に戻る。そのアニムスの実は火乃紀の母から発生した物らしく、彼女を見た火乃紀は一瞬、母の面影を見出していた。物語開始前にカンケルと戦い、瀕死の状態にあったラミアに真理緒から発生したウィウェレの実を与えた。その後、カンケルの攻撃からラミアを逃がすために盾となり消滅した。
ボダイジュ
声 - 矢尾一樹
ソムニウム一族の戦士。インド僧のような姿をしている。パキラの護衛。一族の中でも屈指の戦士で、実力はラミアとほぼ互角。トゥルバの実を食べることで変身し、空気や気圧を操る。元凶であるカンケルを滅ぼすことを第一としている。ウィウェレなりし希望＝火乃紀を守るためだけに独断専行するラミアを毛嫌うが、後に和解。その後、カクタスの遺体から生じたフォルテの実を発見するも現れたカンケルに戦いを挑むが、最後はカンケルごと自分を消滅させた。今際の際にフォルテの実をラミアに託す。
パキラ老
声 - 中田和宏
ソムニウム一族の長。ポンドゥスの実を食べることで引力を操る。事象予知ダウジングで、邪戒思念やアルジャーノンの危機を察知。ラミア達にカンケルの出現に対処するよう命じていた。超人同盟本社にてブラフマンとの戦いのあとカンケルと遭遇、圧倒的な力で戦うも細胞内に侵入され消滅してしまう。

### ソムニウム変身態
ソムニウムはアニムスの花の実を食す事で、超常的な能力を備えた異形の姿に変身する。状況に応じてベターな姿に変わるこの能力が、ベターマンという通称の由来でもある。ソムニウム自身が変異しているというより、用途に応じた身体が新たに形成され、それを本体が内部から操縦するという状態に近い。役目を終えると、宝石のような形の胸腺から本体が脱出し、その場には繊維化した抜け殻だけが残される。こうした構造ゆえ、変身中に大きな損傷を負った際も本体は五体無事のまま生還している。また、変身後は数時間の眠りを必要とする。
ネブラ
ラミアがネブラの実を食べて変身する、飛翔可能な形態。体を構成する素材は硬質化した肝細胞に酷似する。頭部のクラッシュウィッパーで対象を叩き固有振動数を調べ、それに合わせた超音波を周囲に放ち、特定の物質のみを粉砕する「サイコヴォイス」が必殺技。ガオガイガーシリーズのマイク・サウンダーズ部隊のソリタリーウェーブライザーは、獅子王雷牙がサイコヴォイスを元にして開発したもの。
フォルテ
ラミアがフォルテの実を食べて変身する、ベターマン最強の形態。相手の物質崩壊点（クランブルポイント）を頭部のスライディングサーベルで突き粉砕する「サイコグローリー」が必殺技。カンケル出現の際（物語上でのダイブインスペクション実験の際）に生体死滅インパルスを直接脳に焼き付けられた人間を苗床にして育ったアニムスの花の実がフォルテの実となる。
アクア
ラミアがアクアの実を食べて変身する、水中用形態。頭部の刃で敵を切り裂く。泳ぐスピードは600ノットで、ネブラが空を飛ぶよりも速い。水のない場所では、大量の雨を呼び水を操る。敵の体液を鰓から吸い取りDNAを分析し、相手の細胞に自滅指令を出す偽の細胞を周囲に放出し、特定の敵のみを死滅させる「サイコフルード」が必殺技。
オルトス
オルトスの実によって変身する。カンケルを倒せる唯一の最終形態。一族の中でもオルトスの実に耐性を持つ選ばれた者しか変身できない。体を構成する細胞は、寿命なしで分裂し続ける生殖細胞で出来ており、カンケルの死滅細胞の攻撃を相殺できる。頭部のファイアリングサーベルを発射し、対象の全ての遺伝情報を一気に引き出し消滅させる「サイコバース」が必殺技。
魔門、オフィサー、麻御の3つのフォルテの実を合成することで実を成した変種。
ルーメ
セーメがルーメの実を食し変身する人型の形態。ルーメ本来の女性の姿でもあり、光熱と電磁波を操る。実には使用回数制限と制約があるらしい。火乃紀の母を苗床に育った実であると推測される。
トゥルバ
ボダイジュがトゥルバの実を食べて変身する、飛翔可能な形態。形状はネブラに近い。空気や気圧を自在に操る。真空波と圧縮酸素弾を交互に繰り出すことにより、特定物質のみを破壊する「サイコカーム」が必殺技。
ポンドゥス
パキラ老がポンドゥスの実を食べて変身する、人型のまま全身が発光した形態。引力を操ることができ、物質のもつ内部引力を利用して対象を圧縮消滅させる。『覇界王〜ガオガイガー対ベターマン〜』では、ヒイラギの変身する新規デザインの姿が活躍している。

## ニューロノイド
デュアルインパルスによってリンカージェルから取り出されたエネルギーを利用して活動する多目的調査ロボ。一部の例外を除き、搭乗するデュアルカインドの特性に合わせ調査用のアクセプト（AP）モードと活動用のアクティブ（AV）モードに変形する。通常の操縦は主に音声入力によって行われる。リンカージェルは活動に伴い純度が低下するため、その活動時間にはおのずと限界がある。活動限界を迎えた場合はジェルの透析が必要。制御には高等哺乳類12体分の大脳皮質を用いた生体ユニットを使用している。
覚醒人1号
有限会社アカマツ工業製ニューロノイド。側転するように変形することでアクセプトモードとアクティブモードの2タイプに切り換わる。必殺技はアクティブモード時に大気中の化学成分を集め、その状況に応じた化学物質を合成し放つシナプス弾撃。通常、稼動にはパイロットを2名を要するため、火乃紀が連れ去られたあとは紗孔羅をパイロットにして運用したが、コミック版終盤では一人でも操縦できるように改造を行い最終戦に挑んだ。生体ユニットとしてバンドウイルカ12頭分の大脳皮質を利用し、水中活動用装備が無いにもかかわらず水中活動を行ってみせた。最終夜にて大破、イルカたちの意識は海へと還って行った。
ティラン
モーディワープフランス支部が開発したニューロノイド。ティランの4号機であるカトリエの生体ユニットには類人猿ボノボ12頭分の大脳皮質を利用。専属ヘッドダイバーの八七木の擬示能力で暴走を抑制できることも考慮に入れられ開発された。覚醒人と同じく、アクセプトモードとアクティブモードがあり、シナプス弾撃も使用できる。ちなみに楓は当機を青ウサちゃんと呼んでいる。
プロトタイプティラン
初期の試作型としてプルミエ、ドゥジ、トロワの3体が製作されるも生体ユニットに事故や病死した人間の大脳皮質を使っていたため、非人道的構造への異論と暴走の危険性を指摘され封印される。長らくモーディワープフランス支部の地下にあったが、人間の脳を用いたことに付け込んだ超人同盟に利用され、楓を拉致するための操り人形にされる。ドゥジには、プルミエの水中活動実験中の事故が原因で死亡した八七木の弟、ケイの大脳皮質が組み込まれていた。試作型のためかモードチェンジ機能はない。
ブロッサム
モーディワープが新たに開発した戦闘用ニューロノイド。アクセプトモードは省略されており、モードチェンジしない。戦闘訓練を受けた人間が、脳手術による擬似デュアルカインド（デュアルトライヴ）として搭乗。蛍汰たちの救出に派遣されるもすでアルジャーノンを発症しており、逆に襲い掛かってきた。モーディワープ本部で現れた際は武装強化されており、コクピットにアルジャーノンに感染した搭乗者達が鮨詰め状態に入れられていた。
グリアノイド
新たに開発されたニューロノイド用飛行ユニット。三重連太陽系緑の星からもたらされたオーバーテクノロジーを利用して開発されたウルテクエンジンを搭載。リンカージェルの透析も可能でニューロノイドの活動限界時間を克服した。デュアルカインドでない人間でも操縦可能。阿嘉松の依頼を受け、獅子王雷牙が製作。覚醒人、ティラン用に2機製作された。

## 異形のもの

### ボトム・ザ・ワールドのアトラクションおよび改造重機
アルジャーノンに冒されたへーちん、カクタス・プリックル、建設作業員たちが密かに改造していた。カクタスや作業員たちの死後もボトム・ザ・ワールド最下層に構築された地底電脳世界が以降の事件を操っていた。
ぬれ女
不気味な動きをする薄着の女性型ロボット。髪の中に大口と巨大な舌を隠し持つ。ボトム・ザ・ワールドに迷い込んでしまった蛍太を驚かせた。覚醒人に襲い掛かるが踏み潰されて破壊された。
ヨロイナイト
剣を持つ一つ目の鎧騎士型のロボット。3体存在する。蛍太を驚かせたのちカクタスを惨殺した。覚醒人に襲い掛かるが握り潰されて破壊された。
カッパ
頭の皿のまわりの鰭がヒラヒラ動くカッパ型のロボット。覚醒人に握り潰されて破壊された。
豆の木
植物のツタのような姿を持ち、先端部に口を備えた巨大ロボット。外装は強化プラスチック、内部は金属と電気配線の塊。
体中の穴からスモーク弾や花火を放ち、体当たりで覚醒人を攻撃したが、シナプス弾撃で倒される。
巨大チカちゃん（ドでかチカちゃん）
ボトム・ザ・ワールドのマスコットキャラである「チカちゃん」を模した巨大ロボット。「チカちゃん感激ー！」と言いながら襲い掛かってくる。
爪で敵を叩き、口から旗のついたワイヤーを射出するなどして攻撃する。攻撃速度は意外と素早い。豆の木を倒して機能停止した覚醒人を襲おうとしたが、ベターマン・ネブラとの交戦の末、サイコ・ヴォイスで破壊される。
クラッシュマン・モデル11（イレブン）
アカマツ重工が開発した航空実験用ダミー人形。モーディワープ本部へ向かう輸送機を数百体もの大群で占拠して蛍太や火乃紀、麻御に襲い掛かった。
本来は遠隔操作で簡単に動く程度の機能しかないが、武器を持って人を襲ったり自爆が出来るよう改造が施されている。
ベターマン・ネブラのサイコ・ヴォイスにより輸送機に被害を与えないよう消滅させられた。
校長先生
カモメ第二高校の校長先生（演:西松和彦）が、人間の脳を直接刺激する電極針が仕込まれた溶接用マスクを装着してしまい、地下電脳世界からの命令に操られた姿。
メタンハイドレートを使用した溶接機で火乃紀に襲い掛かった。
駆け付けたラミアのペクトフォレース・フラウムを受けて倒れるが、ガスタンクに溶接機を押し当てて自爆した。
産廃作業用ロボット
カモメ第二高校地下の産廃処理施設跡で火乃紀を襲ったアカマツ重工製の作業用ロボット。やはり地下電脳世界に操られている。
車輪で走行するほかアウトリガーで歩行する事も可能。メタンハイドレートを使用した火炎放射器やパワーショベルなどの作業用アームを備える。
蛍太や火乃紀が搭乗した覚醒人を襲ったが、シナプス弾撃で火炎を消火され、投げ飛ばされた後に踏み潰されて機能停止した。
振動波掘削機
ボトム・ザ・ワールド最下層の工事で使用されていた掘削機。シールドマシンのような形状をしているが、振動波を発射することで土砂の掘削を行う機能を持つ。
振動波による不可視の長距離攻撃に加え、へーちんの手で事前にセンサーを狂わされていたティランを苦戦させるが、最終的に位置を特定されシナプス弾撃で破壊された。

### BPLが開発したUMA
BPLにて梅崎が作り出した遺伝子改造生物。アニムスの花の苗床にする人集めに使われた。いずれもアルジャーノンに感染した梅崎が食用動物（植物）の研究技術を利用して生み出した。
ベヘモット
人間をアニムスの苗床にするため「ベヘモットの呼び声」といわれる催眠音波でアジャンター石窟の調査に訪れた人間を地下におびき寄せていた巨大生物。
直立歩行する黄色の象のような姿を持つ。BPLが開発した成長速度の速いバイオキノコを食料としている。
耳から発する超低周波でベターマン・ネブラのサイコ・ヴォイスを相殺し、更に怪力でネブラの首を引きちぎって一度は勝利した。再戦ではベターマン・フォルテに圧倒された末にサイコ・グローリーで撃破された。
サラマンダー
ランドメディカルセンターの地下で飼育されていた巨大な植物。
人間をアニムスの苗床として、より完成されたものにするため、触手の先端から人間の細胞を麻痺させる毒液を放つ。それ自体が一種の生体ケミカルプラントとして機能している。
ランドメディカルセンターの看護婦たちを操って蛍太や火乃紀、紗孔羅を襲わせたが、ベターマン・ネブラのサイコ・ヴォイスで撃破された。
レヴィ
10種類以上の海洋生物の形質が合成されたUMA。本体の大きさは数千メートルにも及び、移動はしないが巨大な体を海底の岩盤に固定し、先端にヒトデのような開口部を備えたいくつもの触手で獲物を捕獲する。
ベターマン・アクアのサイコフルードによって死滅した。
イカロス
バイオ羽虫の集合体。一匹一匹は蜂のような姿をしており、強力な顎で人間や飛行機をも食い荒らす。集合時は羽のついた東洋の龍のような姿を取る。釧路湿原のBPL本部へ向かうモーディワープの輸送機を襲った。
ベターマン・ネブラを苦戦させるが、積乱雲を利用して威力を増幅したサイコ・ヴォイスに敗れる。
メデューサ
アカマツ工業を襲ったバイオ管虫の群れ。肉食で人間すら捕食し、下水管や通気口などの狭い隙間からでも侵入してくる。
尊者ヤクスギの持つ木製の鈴の香りに近づかない習性があり、アカマツ重工が開発した「愛しの香りちゃん17歳」が香りの成分を増幅したことで撤退した。
釧路湿原に出現した際は集結した群れが一匹の巨大なワームのような姿になって覚醒人と戦った。最期は転落した沼をシナプス弾撃で強酸化されて死滅した。
ヘラクレス
釧路湿原に出現したバイオ甲虫の集合体。硬質の身体とパワーを活かしてティランと戦った。
シナプス弾撃による液体ヘリウム攻撃を受けてなお頭部の甲虫を離脱させようとしたが、シナプス泡膜を利用した時間差で拡散する液体ヘリウムを浴び、凍結して死滅した。
インプラアント
バイオ昆虫の一種。人間の口中へ入り、神経毒によって梅崎の操り人形にしてしまう。
キャリアント
六角形の甲殻を持つバイオ昆虫。物資の運搬を担当しており、集団で行動する。
ベラドンナ
バイオ昆虫たちをコントロールするために梅崎の指令を受け、様々なフェロモンを放つ巨大な花。バイオ昆虫たちと共生関係にある。
快楽中枢を刺激するフェロモンを放ち、BPL本部へ侵入したアカマツ重工の一同を行動不能にしてしまった。
ベターマン・ルーメの放電攻撃で死滅した。
サラマンダー62
ベラドンナの護衛を担う、サラマンダーの改良品種。サラマンダーより小型になっており四足歩行による移動が可能。
ベターマン・ルーメに襲い掛かったが、放電攻撃で焼き尽くされて死滅した。
キングベヘモット
ベヘモットの強化型。体色が赤くなったほか、背部には粘着性の液体を放つ一対の触手が追加された。
パワーとスピードはベヘモットを上回るうえに超低周波も使え、体表を流体装甲で覆うことで防御力が向上し、サイコ・グローリー発動を封じる事が可能になった。
ベターマン・フォルテをも苦しめたが、ペクトフォレース・アルブムによってバイオキノコの胞子を活性化されたことで流体装甲が蝕まれ、サイコ・グローリーで撃破された。

### 人類を超えたもの
ベストマンプロジェクトの延長にあり、人類の種としての限界を超えるべく、ベターマンを参考にそれぞれの方法で生み出された存在。
Dタイプハンター
バイオ研究の観点から梅崎によって生み出された戦闘用クローン人間（生物兵器）。少年少女の姿をした18体が造られた。リミピッドチャンネルを有する。生命維持に必要な必須アミノ酸を体内で合成できないため、特殊な装置での調整を必要とする。アジャンター石窟でのアニムスの花の捜索時にアルジャーノンを発症し互いに殺し合い、D18号の1体のみが生き残った。
亜ブラフマン
超常能力の観点から魔門麦人によって生み出された進化人類。5人のダウジング能力者と楓を使い、株式会社超人同盟の部長、尾倉国弘を被験者にして創り出された超人。
全身が白色の巨人のような姿をしており、頭部からは無数の触手が生えている。
創り出された直後の戦闘で尊者ヤクスギを圧倒したが、パキラ老には瞬時に滅ぼされてしまった。
真ブラフマン
亜ブラフマンの創造で得たノウハウにリンカージェルと5人のダウジング能力者を取り込んで魔門自身が進化した、人類の後継者たらんとする新たな霊長類。
全身が伸縮自在の白い帯のようなもので構成されており、頭部には天使の輪のようなものがあるなど体色以外は亜ブラフマンとは全く異なる姿を持つ。その細胞は人間の膀胱と同じ伸縮性を持つ。
東京での戦闘では覚醒人のシナプス弾撃により細胞活性を抑制する薬剤を撃ち込まれて自滅した。しかし生き延びており、アカマツ重工で火乃紀を誘拐したのちモーディワープ本部でベターマン・ネブラと交戦。
リンカージェルタンク内という地の利で優位に立つが、ペクトフォレース･ウィリデとサイコ・ヴォイスの組み合わせによってタンク内からリンカージェルを排除され、爪で引き裂かれた挙句に魔門を握り潰され敗北した。
カンケル
ラテン語で癌細胞の意。ベストマン（完全なる人）とも呼ばれる。いかなる生命とも共生関係を必要としない存在。ゆえに全ての生命を滅ぼすという意志のみによって存在する。
白い光で縁取られた女性型のシルエットのような姿で現れる。細胞の生体情報を瞬時に書き換え、あらゆる生物を死滅させ、いかなる攻撃を受けても、どんな環境に置かれても必ず再生・適応する癌細胞の生命力を持つ。また、他の生命体の染色体を改造融合する「ハイブリダイゼーション」と言う能力を持つ。生物の源であるリンカージェルが弱点。
1999年ペルーのアンデスで尊者ヤクスギを被験者として行われたダイブインスペクションによって誕生した。地球生命にとって滅びの存在であり、ベターマン達の滅ぼすべき対象となる。

### その他
欲（のぞみ）の袋
CDドラマ『CD夜話2 欲-nozomi-』に登場した喋る袋で、パピヨンが追いかけていた。

## 用語
アジャンター石窟
インドに実在する仏教遺跡群。その地下にはアニムスの花の群生地が存在していた。
アニムスの花
欧米では「死を呼ぶ花」とも呼ばれる。アルジャーノン感染者を苗床にして育つ植物。その実にはいくつかの種類と発生要因が存在する。カンケルの出現時（物語上でのダイブインスペクション実験の際）に生体死滅インパルスを直接脳に焼き付けられた人間からはフォルテの実を成す。生体死滅インパルスを直接脳に焼き付けられた人間から間接的に生体死滅インパルスを受けてアルジャーノンに感染した人間からは、個人の持つ「氣」の違いにより、ネブラ、アクア、ルーメ、トゥルバ、ポンドゥス、ウィウェレなど、様々な種類の実を成す。葉を持たず、どうやって光合成しているかが謎である。L型のアミノ酸をD型に鏡像反転させる性質をもつ。ベターマンにとっては唯一アミノ酸を摂取できる食料でもある。ラテン語で『魂』の意。
アルジャーノン
第一発見者の名前を付けられた原因不明の奇病で、発見者もこれにより死亡する。感染者は精神の崩壊を来し大量殺戮や自殺を目的に行動するも、目的達成までは普段通りの人格で論理的に活動する場合もある。必要な事柄や目的の隠蔽以外の行動をとらないため、体内のATPを使い果たし、感染者はいずれは死亡する。ダイブインスペクションによって脳内に生体死滅インパルス・プリオン蛋白を焼き付けられた彩、麻御、カクタス、梅崎、魔門、オフィサーが世界中に散り、出会う人すべてにそのインパルスを感染させて行ったため世界中で多発した。
魔門曰く「アルジャーノンに犯された者が殺戮を犯すのは種の存続のための本能。病気や現象では無くDNAのプログラム。多くの屍から離脱する気のエネルギーにより生体の変革を導くための。カンケルを上回る力を得るための！」
その正体は、カンケル出現を機にアニムスの花の苗床となるアルジャーノン感染者を発生させ、実を必要とするソムニウムを呼び出し、カンケルを滅する。という一連の流れを作るための、地球生命保存の防衛機能といえる。
『覇界王〜ガオガイガー対ベターマン〜』で再度発症者が現れるが、その中でアーチン・プリックルとタマラ・ゴーゴリが初めての生還者となった。
ダイブインスペクション
オフィサーを中心に、彩幹生、カクタス・プリックル、魔門麦人、梅崎、都古麻御、尊者ヤクスギが参加した実験。次世代環境機関NEOが進めていたベストマンプロジェクトの一環で、リンカージェルにより遺伝情報を書き換え、通常の50倍もの細胞分裂に耐えうるテロメアをもつ不死身の細胞を持ち、耐性病原菌や癌をも克服する完全なる人類（ベストマン）を目指した実験。1999年にペルーのアンデスで行われたが、実験は失敗。被験者であったヤクスギがこれによりカンケルとなってしまう。その後、梅崎、魔門、オフィサーらはそれぞれBPL、超人同盟、モーディワープという3つの組織を作り、各々がカンケルに対抗できる人類を創造すべく暗躍する事になる。
モーディワープ
次世代環境機関NEO傘下の組織であり、オフィサーが代表を務める。アルジャーノンの調査研究機関であり、ニューロノイドなどを開発した。その本部はひし形の人工島で、その最下層にはリンカージェルを採掘、保管しているブロックがある。オフィサーはここで、自ら被験者となって、独自にダイブインスペクションを行っていた。それにより事実上壊滅してしまっている。
BPL
次世代環境機関NEO傘下の組織であり、正式名称は生工食料研究所。北海道・釧路湿原地帯にあり、バイオテクノロジーによって世界の食糧事情を支えていた。しかし、その裏では、所長である梅崎の暴走により、数々のUMAを生み出し、アニムスの花の研究が行われていた。
超人同盟
株式会社超人同盟。ダウジング能力を利用した総合情報商社で企業や財界に多くの顧客をもつ。魔門麦人がダイブインスペクション後に設立。「癌をも克服した人類＝ベストマン」を目指すという目的のために優秀なダウジング能力者を集めることに固執し、楓を狙い蛍汰達に様々な精神攻撃を仕掛けてきた。
デュアルインパルス
生物が共生関係によって発生させる脳内信号。詳細は不明。
デュアルカインド
特に強いデュアルインパルスを有し、リンカージェルに接触することでエネルギーを取り出すことのできる人間。いわゆる「相性良し」。リンカージェルからエネルギーを取り出すには2種類のデュアルインパルス、つまり二人のデュアルカインドが必要となる。ニューロノイドに乗り込む時にはヘッドダイバーと呼称される。
ペクトフォレース
ソムニウムが胸に露出した宝石のような胸腺から放つ免疫粒子。対象に放つことで生命体には様々な生理作用を引き起こし、機器に対しては電子的干渉を起こし自在に操ることができる。以下の種類があり、それぞれが異なる効果をもつ。全てがラテン語の色に由来する。
ウイリデ
緑色に輝く粒子。電気信号を自在に操れるため、主に機械の操作に使われる。他にも生物の記憶を消すこともできる。ラミアが使用。
ルブルム
赤く輝く粒子。対象の生物の細胞を破壊する。ラミアが使用。
フラウム
黄色く輝く粒子。対象の生物を麻痺させる。ラミアが使用。
アルブム
白く輝く粒子。対象の生物の免疫機能の強弱を操作できる。ラミアが使用。
カレウム
青く輝く粒子。T細胞を利用した攻撃。ボダイジュが使用。
プルム
褐色に輝く粒子。ボダイジュがカレウムを跳ね返された時に使用し、カレウムを相殺した。
ボトム・ザ・ワールド
世界初の地下遊園地として建設された。第一夜で蛍汰が迷い込み覚醒人1号と出会った場所。アトラクションはアルジャーノンに感染した職員たちによって人間を襲うように改造されていた。後日の再調査にて、最下層部のさらに地下に巨大コンピュータ群によって構成された地下電脳世界が存在し、蛍汰達を襲うようにプログラム・改造されたメカ達の司令塔として機能していることが分かった。ちなみにボトム・ザ・ワールドのマスコットキャラは、地下遊園地らしくオケラをモチーフにした「チカちゃん」。世間一般では事故として処理されている。
リミピッドチャンネル
場に存在する意思を読み取る能力。空間を超えて人々の意識や事象の真実などを受信する。劇中ではテレパシーのように描写される。
リンカージェル
メタンハイドレート採掘中に発見された古細菌の一種「シムゾニア」（意味は地下より湧く生命の源）がジェル化した物質。デュアルインパルスを受けることで強大なエネルギーを発生させる。環境汚染に弱く、激減している。オフィサー曰く、太古の人々はリンカージェルを利用して、多くの生物たちと繋がり、様々な知識を得ていたらしい。

## スタッフ
- 企画 - サンライズ
- 原作 - 矢立肇、米たにヨシトモ
- 監督 - 米たにヨシトモ
- チーフライター - 山口宏
- スペシャルコンセプター - 野崎透
- キャラクターデザイン - 木村貴宏
- メカニックデザイン - 大河原邦男
- クリーチャーデザイン - 竹谷隆之
- メカニックマスター - まさひろ山根
- デザインワークス - 中原れい
- 造形師 - 安藤賢司
- 美術 - 岡田有章
- 色彩設計 - 柴田亜紀子、風間隼人
- 撮影 - 鳥越一志、黒木康之
- 音響 - 藤野貞義
- 音響効果 - 蔭山満
- 音楽 - 田中公平
- 音楽プロデューサー - 佐々木史朗
- アシスタントプロデューサー - 河内山隆
- プロデューサー - 尾留川宏之、小林真一郎
- 製作 - 日本ビクター、サンライズ

## 主題歌
オープニングテーマ
「ユメノカケラ」
作詞 - 貴三優大 / 作曲 - 田中公平 / 編曲 - 根岸貴幸 / 歌 - ウヨンタナ
エンディングテーマ
「鎮 -requiem-」
作詞・作曲 - 米たにヨシトモ / 補作曲 - 田中公平 / 編曲 - 根岸貴幸 / 歌- ※-mai-
「導 -revelation-」（最終夜）
作詞・作曲 - 米たにヨシトモ / 編曲 - 根岸貴幸 / 歌 - ※-mai-

## 各話リスト
| 章       | 話数   | サブタイトル | 脚本       | 演出           | 絵コンテ         | 作画監督                                  | 放送日        |
| -------- | ------ | ------------ | ---------- | -------------- | ---------------- | ----------------------------------------- | ------------- |
| 闇編     | 一夜   | 闇-YAMI-     | 山口宏     | 米たにヨシトモ | 米たにヨシトモ   | 木村貴宏（キャラ） 吉田徹（メカ）         | 1999年 4月1日 |
| 闇編     | 二夜   | 声-KOE-      | 山口宏     | 吉本毅         | 米たにヨシトモ   | 糸島雅彦（キャラ） まさひろ山根（メカ）   | 4月8日        |
| 闇編     | 三夜   | 宙-SORA-     | 山口宏     | 吉村章         | 錦織博           | 寺岡巌                                    | 4月15日       |
| 闇編     | 四夜   | 醒-MEZAME-   | 竹田裕一郎 | 杉島邦久       | 杉島邦久         | 柳沢テツヤ（キャラ） 中谷誠一（メカ）     | 4月22日       |
| 闇編     | 五夜   | 冥-ZIGOKU-   | 竹田裕一郎 | 南康宏         | 楠根彰           | 木村貴宏（キャラ） 吉田徹（メカ）         | 4月29日       |
| バイオ編 | 六夜   | 霊-KODAMA-   | 山口宏     | 佐藤育郎       | 片山一良         | 寺岡巌                                    | 5月6日        |
| バイオ編 | 七夜   | 力-FORTE-    | 山口宏     | 吉村章         | 日高政光         | 糸島雅彦（キャラ） まさひろ山根（メカ）   | 5月13日       |
| バイオ編 | 八夜   | 毒-DOKU-     | 竹田裕一郎 | 吉本毅         | 吉本毅           | 柳沢テツヤ（キャラ） 中谷誠一（メカ）     | 5月20日       |
| バイオ編 | 九夜   | 海-AQUA-     | 北嶋博明   | 佐藤育郎       | 舛成孝二         | 寺岡巌                                    | 5月27日       |
| バイオ編 | 十夜   | 蟲-MUSI-     | 山口宏     | 山田弘和       | ワタナベシンイチ | 木村貴宏（キャラ） 吉田徹（ムシ）         | 6月10日       |
| バイオ編 | 十一夜 | 霧-NEBULA-   | 竹田裕一郎 | 佐藤育郎       | 米たにヨシトモ   | 千葉道徳                                  | 6月17日       |
| バイオ編 | 十二夜 | 龍-DRAGON-   | 竹田裕一郎 | 吉村章         | 日高政光         | 寺岡巌                                    | 6月24日       |
| バイオ編 | 十三夜 | 蜜-MITU-     | 北嶋博明   | 渡辺純央       | 吉本毅           | 糸島雅彦（キャラ） 中谷誠一（メカ）       | 7月1日        |
| バイオ編 | 十四夜 | 魂-KOKORO-   | 北嶋博明   | 西山明樹彦     | 日高政光         | 寺岡巌                                    | 7月8日        |
| 超人編   | 十五夜 | 翳-KAGE-     | 山口宏     | 吉村章         | 米たにヨシトモ   | 木村貴宏（キャラ） 吉田徹（メカ）         | 7月15日       |
| 超人編   | 十六夜 | 現-UTUTU-    | 山口宏     | 山田弘和       | 西本由紀夫       | 柳沢テツヤ（キャラ） まさひろ山根（メカ） | 7月22日       |
| 超人編   | 十七夜 | 夢-YUME-     | 竹田裕一郎 | 佐藤育郎       | 浜津守           | 寺岡巌                                    | 7月29日       |
| 超人編   | 十八夜 | 飢-KAWAKI-   | 北嶋博明   | 髙田淳         | 長岡康史         | 相澤昌弘                                  | 8月5日        |
| 超人編   | 十九夜 | 鏡-ITUWARI-  | 山口宏     | 渡辺純央       | 渡辺純央         | 糸島雅彦（キャラ） 中谷誠一（メカ）       | 8月12日       |
| 超人編   | 二十夜 | 罠-WANA-     | 山口宏     | 吉村章         | 米たにヨシトモ   | 寺岡巌                                    | 8月19日       |
| 超人編   | 廿一夜 | 亡-HOROBI-   | 竹田裕一郎 | 佐藤育郎       | 西本由紀夫       | 木村貴宏（キャラ） 吉田徹（メカ）         | 8月26日       |
| 超人編   | 廿二夜 | 生-MOGAKI-   | 竹田裕一郎 | 山田弘和       | 飯田馬之介       | 柳瀬雄之（キャラ） まさひろ山根（メカ）   | 9月2日        |
| 闇編2    | 廿三夜 | 贄-MITUGI-   | 北嶋博明   | 髙田淳         | 渡辺信一郎       | 寺岡巌                                    | 9月9日        |
| 闇編2    | 廿四夜 | 死-WAKARE-   | 北嶋博明   | 渡辺純央       | 樋口真嗣         | 糸島雅彦（キャラ） 中谷誠一（メカ）       | 9月16日       |
| 闇編2    | 廿五夜 | 脳-KIOKU-    | 山口宏     | 吉村章         | 米たにヨシトモ   | 門之園恵美（キャラ） 吉田徹（メカ）       | 9月23日       |
| 闇編2    | 最終夜 | -MU-         | 山口宏     | 米たにヨシトモ | 米たにヨシトモ   | 木村貴宏（キャラ） まさひろ山根（メカ）   | 9月30日       |

## 関連作品

### 側続編作品
『勇者王ガオガイガーFINAL -GRAND GLORIOUS GATHERING-』
OVA『勇者王ガオガイガーFINAL』をテレビ放送用に再編集した作品。『ベターマン』と世界観が繋がっており、一部映像が使用されている。
『覇界王〜ガオガイガー対ベターマン〜』
Webサイト『矢立文庫』で連載の続編小説。竹田裕一郎著。

### 客演作品
スーパーロボット大戦COMPACT3
2003年7月17日発売のワンダースワンカラー / スワンクリスタル用ゲームソフト。
複数のロボットアニメが共演するクロスオーバー作品。本作は厳密な意味でのロボットアニメではないが、本作のキャラクターとメカニックが登場する。
スーパーロボット大戦W
2007年3月1日発売のニンテンドーDS用ゲームソフト。
『ベターマン』は登場作品には記載されていないが、『勇者王ガオガイガーFINAL』が参戦しているため、演出でベターマン・オルトスが登場する。
スーパーロボット大戦X-Ω
iOS / Android用アプリゲーム。
2019年12月にコラボイベントが開催され、期間限定で登場した。
スーパーロボット大戦シリーズの参戦は『COMPACT3』以来から約16年ぶり。
スーパーロボット大戦DD
iOS / Android用アプリゲーム。
2021年11月シナリオ第2章・Part4より追加参戦。『ベターマン』としては初めての声付き参戦となる。
スーパーロボット大戦30
2021年10月28日発売のNintendo Switch、PlayStation 4、Microsoft Windows用ゲームソフト。
『覇界王〜ガオガイガー対ベターマン〜』が参戦。